# Museo de la Ocupación de Letonia
El Museo de la Ocupación de Letonia (en letón: Latvijas Okupācijas muzejs) es un museo y una institución educativa histórica ubicada en Riga, Letonia. Se estableció en 1993 para exhibir artefactos, archivar documentos y educar al público sobre el período de 51 años en el siglo XX cuando Letonia fue ocupada sucesivamente por la URSS entre 1940 y 1941, luego por la Alemania nazi entre 1941 y 1944, y luego nuevamente por la URSS entre 1944 y 1991. Los programas oficiales para las visitas a Letonia de representantes de alto nivel de otros países normalmente incluyen una visita al Museo de la Ocupación.

## Historia

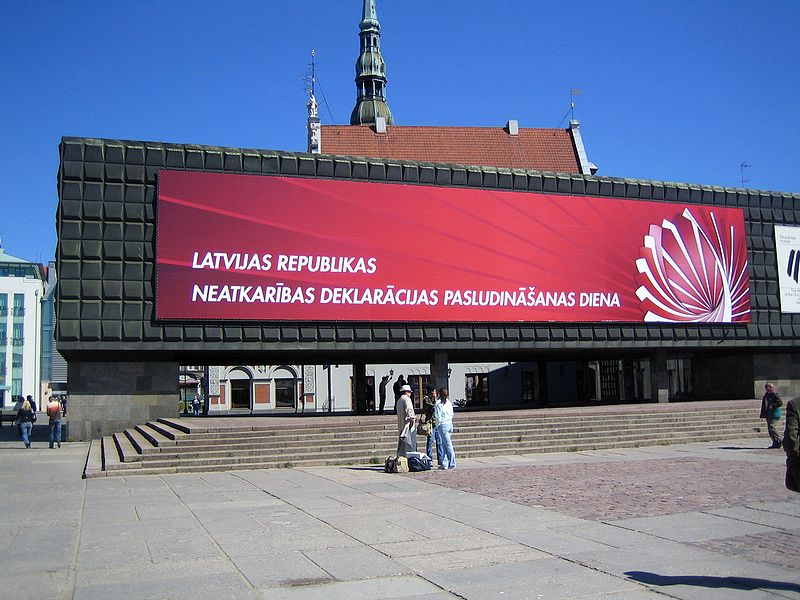
Fachada del edificio principal frente al río Daugava.

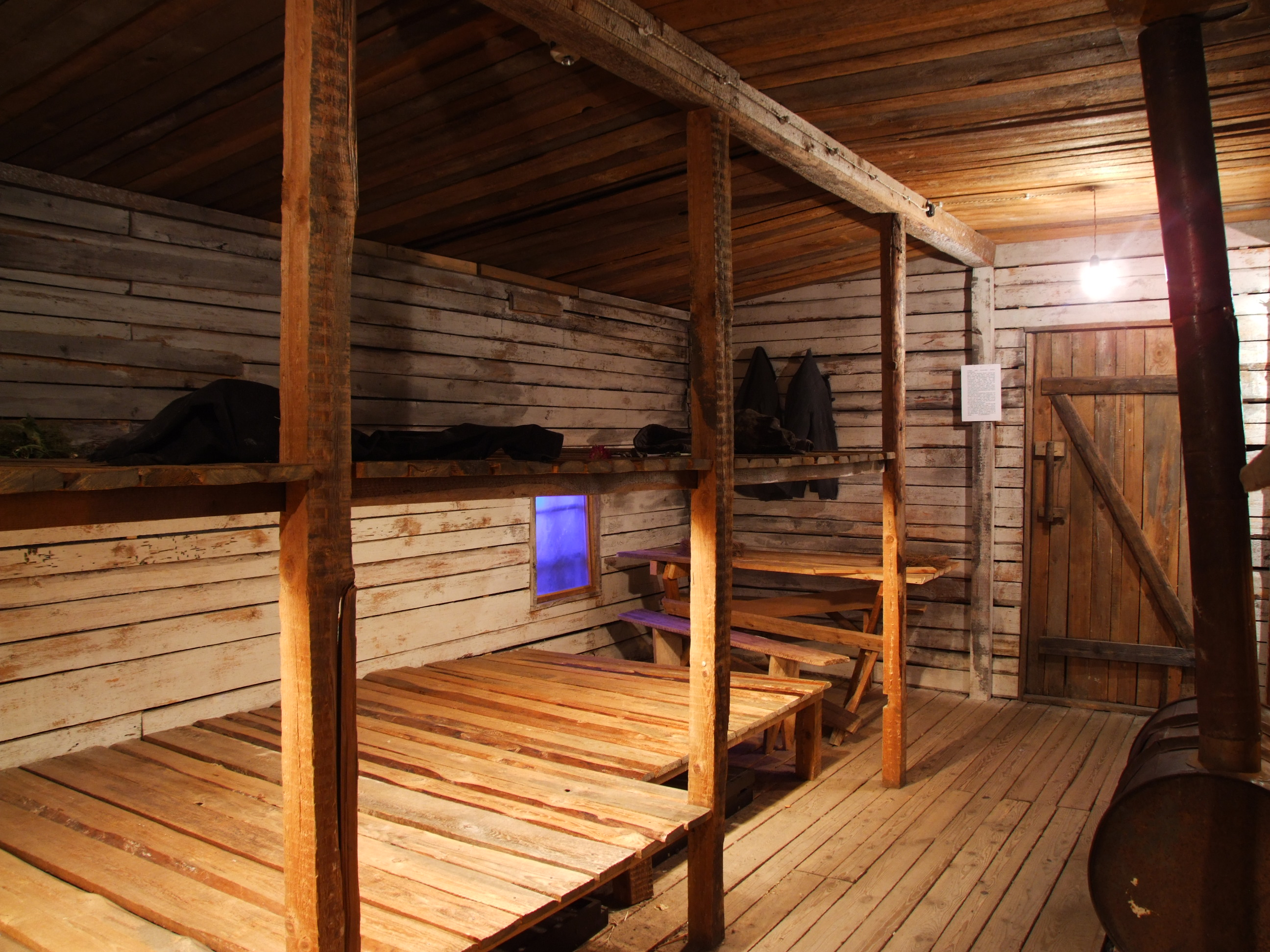
Reconstrucción de un cuartel Gulag en el edificio original.

El museo se estableció en 1993 después de que Paulis Lazda, profesor de historia en la Universidad de Wisconsin–Eau Claire, propusiera la idea al Ministerio de Cultura de la República de Letonia de crear un museo que cubriera el período de ocupación de Letonia, de 1940 a 1991. Esto llevó al establecimiento de la Occupation Museum Foundation (OMF), ahora Occupation Museum Association (OMB), en la primavera de 1993. La OMF estaba compuesta por 11 personas que tenían como objetivo establecer, administrar y financiar el museo.
La primera exposición del museo se inauguró el 1 de julio de 1993. La exposición cubrió el período de la primera ocupación soviética de Letonia de 1940 a 1941. El museo se amplió en los años siguientes para cubrir todo el período de ocupación.

## Misión
La misión declarada del museo es:
- "Mostrar lo que sucedió en Letonia, su tierra y su gente bajo dos regímenes totalitarios ocupantes de 1940 a 1991;
- "Recordar al mundo los crímenes cometidos por potencias extranjeras contra el estado y el pueblo de Letonia;
- "Recordar a las víctimas de la ocupación: los que perecieron, fueron perseguidos, deportados a la fuerza o huyeron del terror de los regímenes de ocupación.[2]

## La Colección del Museo
Cuando se creó el museo, se comenzó a recolectar objetos relacionados con los períodos de ocupación. La colección, a principios de 2017, contenía cerca de 60,000 artículos registrados. La colección también incluye un archivo audiovisual que contiene más de 2,300 testimonios en video de deportados, refugiados y otras personas afectadas por las ocupaciones de Letonia. El departamento audiovisual también ha realizado 10 documentales.

## Edificio
El edificio principal del museo fue construido por los soviéticos en 1971 para celebrar lo que habría sido el centenario de Lenin, y hasta 1991 sirvió como museo en conmemoración de los fusileros letones rojos. La renovación prevista del edificio, que comenzó en el verano de 2018 después de años de planificación y negociaciones, significa que desde noviembre de 2012 el museo se encuentra ubicado temporalmente en Raiņa bulvāris 7 (Bulevar Rainis), el sitio de la ex Embajada de los Estados Unidos, cerca del Monumento a la Libertad. Está previsto que el renovado edificio del museo, denominado "Casa para el futuro" por el arquitecto letón-estadounidense Gunnar Birkerts, se complete en 2020.